# Dragovoljići
Dragovoljići este un sat din comuna Nikšić, Muntenegru. Conform datelor de la recensământul din 2003, localitatea are 392 de locuitori (la recensământul din 1991 erau 437 de locuitori).

## Demografie
În satul Dragovoljići locuiesc 301 persoane adulte, iar vârsta medie a populației este de 37,2 de ani (35,2 la bărbați și 39,4 la femei). În localitate sunt 94 de gospodării, iar numărul mediu de membri în gospodărie este de 4,17.
Populația localității este foarte eterogenă.
|  |

| Demografie | Demografie | Demografie |
| An         | Locuitori  | Locuitori  |
| ---------- | ---------- | ---------- |
|            |            |            |
|            |            |            |
|            |            |            |
|            |            |            |
| 1948       | 536        |            |
| 1953       | 582        |            |
| 1961       | 674        |            |
| 1971       | 581        |            |
| 1981       | 500        |            |
| 1991       | 437        | 437        |
| 2003       | 392        | 392        |

| \| Componența etnică conform recensământului din 2003[2] \| Componența etnică conform recensământului din 2003[2] \| Componența etnică conform recensământului din 2003[2] \| Componența etnică conform recensământului din 2003[2] \| Componența etnică conform recensământului din 2003[2] \| \| ----------------------------------------------------- \| ----------------------------------------------------- \| ----------------------------------------------------- \| ----------------------------------------------------- \| ----------------------------------------------------- \| \| \| \| \| \| \| \| Muntenegreni \| Muntenegreni \| \| 207 \| 52,8% \| \| Sârbi \| Sârbi \| \| 156 \| 39,79% \| \| Iugoslavi \| Iugoslavi \| \| 2 \| 0,51% \| \| necunoscută \| necunoscută \| \| 5 \| 1,27% \| |              |  |     |        |
| Componența etnică conform recensământului din 2003 |              |  |     |        |
| |              |  |     |        |
| Muntenegreni | Muntenegreni |  | 207 | 52,8%  |
| Sârbi | Sârbi        |  | 156 | 39,79% |
| Iugoslavi | Iugoslavi    |  | 2   | 0,51%  |
| necunoscută | necunoscută  |  | 5   | 1,27%  |